# Franky Gee
Francisco Alejandro Gutierrez, mere kendt som Franky Gee (19. februar 1962 – 22. oktober 2005) var en amerikansk rapper og sanger. Franky Gee blev mest kendt i rollen som Captain Jack, i bandet af samme navn.